# Sir Gareth
Sir Gareth è uno dei Cavalieri della Tavola Rotonda del ciclo arturiano. È figlio di Lot e Morgause, sorellastra di Re Artù.
Nella leggenda Gareth giunge al castello di Camelot sotto mentite spoglie travestendosi da inserviente delle cucine. Qui incontra Kay, che lo disprezza a ogni occasione e lo soprannomina "Beaumains" ("Belle manine" o in italiano chiamato "Bellamano"), poiché Gareth si rifiuta di rivelargli il suo vero nome. Qui i cavalieri Galvano e Lancillotto lo accoglieranno senza conoscerlo, e quest'ultimo lo farà cavaliere.
Gareth si offre di andare in aiuto di Lynette (Leonetta o Lyonette), una damigella giunta a Camelot per chiedere soccorso a Lancillotto per conto di sua sorella, tenuta in ostaggio dal Cavaliere Rosso delle Terre Rosse. Viene accompagnato nella sua missione dal nano Melot che conosce la sua vera identità.
Poiché anche Lynette crede che Gareth sia un aiutante delle cucine, lo deride continuamente. Lungo il tragitto Gareth sconfigge il forte Sir Perarde, il Cavaliere Nero, prendendogli armatura e cavallo. Poi si incontra con Sir Pertolope, il Cavaliere Verde, che lo scambia erroneamente per suo fratello, il Cavaliere Nero. Lynette rivela però al Cavaliere Verde che quel cavaliere è in realtà nient'altro che Beaumains, un aiutante delle cucine, e gli chiede di sbarazzarsi di lui in suo nome. Tuttavia Gareth sconfigge anche il Cavaliere Verde e gli risparmia la vita in cambio dei suoi servigi. In seguito Gareth sconfigge allo stesso modo Sir Perymones (a volte indicato come il Cavaliere Rosso, da non confondere con il Cavaliere Rosso delle Terre Rosse) e Sir Persaunte (Persant di Inde), il Cavaliere Indaco, che giureranno entrambi di servirlo. Lynette finalmente si accorge del valore di Gareth per la sua calma accettazione dei suoi scherni, qualità indiscutibilmente propria solo di un cavaliere, e capisce di trovarsi di fronte a un vero paladino e non a un inserviente di cucina.
Gareth giunge infine nel castello di Lyonesse, dove ella è minacciata da Sir Ironside, Cavaliere Rosso delle Terre Rosse. Il giovane Gareth lotta con lui per un giorno intero e alla fine ha la meglio, nonostante il suo avversario possieda la forza di sette uomini. Inizialmente Gareth ha intenzione di uccidere Sir Ironside, poiché costui ha ucciso tutti i precedenti cavalieri venuti in soccorso di Lyonesse. Tuttavia il Cavaliere Rosso rivela a Gareth di avere ucciso quei cavalieri perché quella era l'unica maniera di attirare l'attenzione di Lancillotto dopo aver giurato alla sua amata di ucciderlo. A seguito di queste rivelazioni Gareth lo risparmia, facendogli giurare di servirlo e di andare alla corte di Artù per chiedere perdono a Lancillotto.
Successivamente, e a dispetto di alcune traversie, Gareth sposa Lyonesse e uccide Re Datis di Toscana.
Quando Agravaine insieme a Mordred  decide di rivelare ad Artù le varie tresche amorose tra Lancillotto e Ginevra, Gareth si pronuncia contrario a ciò schierandosi con i fratelli Galvano e Gaheris sconsigliando agli altri due di farlo. Quando Agravaine rimane ucciso da Lancillotto e Mordred ferito rivela la verità ad Artù, egli incarica Galvano, Gaheris e appunto Gareth di sorvegliare Ginevra condannata sul rogo. Galvano si rifiuta, perché anche se piange Agravaine nutre ancora amore per Lancillotto, Gareth e Gaheris anche se a malincuore accettano e per protesta si recano al rogo disarmati. Lancillotto qui si butterà nella mischia non prestando attenzione a chi colpisce e uccide i due fratelli.
La leggenda è stata reinterpretata da molti scrittori e poeti, la versione più nota è quella di Alfred Tennyson negli Idilli del re, dove Gareth non si unisce in matrimonio con Lyonesse ma con Lynette. Theodore Goodridge Roberts scrisse il racconto breve For To Achieve Your Adventure, nel quale Lynette sa di mandare Gareth in un tranello, e le sue derisioni sono un modo di scoraggiare il cavaliere per proteggerlo; nella novella di Vera Chapman The King's Damosel (lett. "La damigella del re"), troviamo una completa versione della vita di Lynette.